# Acacia octonervia
Acacia octonervia — вид квіткових рослин з родини бобових. Ареал: Австралія (Західна Австралія).

## Середовище
Росте на кам'янистих пісках, кам'янистих суглинках або піщаній глині, у відкритих низах, густих низьких вересках і відкритих карликових чагарниках.

## Біоморфологічна характеристика
Це розлогий кущ до 1 метра заввишки, який цвіте з серпня по жовтень. Він має голі червоно-коричневі гілочки, які можуть здаватися досить блискучими та вкриті вузькими трикутними стійкими прилистками завдовжки від 1,5 до 2 мм. Жорсткі, циліндричні, зелені філодії прямі або злегка вигнуті, у довжину від 1 до 5 см, у діаметрі від 1 до 1,5 мм і мають вісім віддалених піднятих жилок. Квітки кремово-жовті.